# Liste der Kulturdenkmale in Chemnitz-Kapellenberg
In der Liste der Kulturdenkmale in Chemnitz-Kapellenberg sind die Kulturdenkmale des Chemnitzer Stadtteils Kapellenberg verzeichnet, die bis März 2022 vom Landesamt für Denkmalpflege Sachsen erfasst wurden (ohne archäologische Kulturdenkmale). Die Anmerkungen sind zu beachten.
Diese Aufzählung ist eine Teilmenge der Liste der Kulturdenkmale in Chemnitz.

## Liste der Kulturdenkmale in Chemnitz-Kapellenberg
| Bild                                    | Bezeichnung | Lage | Datierung | Beschreibung | ID       |
| --------------------------------------- | --- | --- | --- | --- | -------- |
| Weitere Bilder                          | Erweiterungsbau der ehemaligen Strumpffabrik Moritz Samuel Esche | Am Walkgraben 29, 31 (Karte) | 1923 | Imposanter sechsgeschossiger Fabrikbau mit markanter expressionistischer Fassadengliederung durch enggestellte dreieckige Lisenen an der Zwickauer Straße, Architekten: Emil Ebert und Paul Kranz, siehe auch Altbau der Fabrikanlage Goethestraße 5, baugeschichtlich von Bedeutung | 09203379 |
| Weitere Bilder                          | Sachgesamtheit Stadtpark | Beckerstraße (Eisenweg, Gluckstraße, Heinrich-Sturm-Weg, Helbersdorfer Straße, Hüttenberg, Kapellenberg, Markersdorfer Straße, Parkstraße, Scheffelstraße, Südring, Wasserstraße, Wolgograder Allee) (Karte) | Ab 1886 (historischer Stadtpark); 1909–1914 (Stadtpark); 1913/1914 (Ballspielplatz); 1920er Jahre (Tennisanlage); 1950 (Tennisclubheim) | Sachgesamtheit Stadtpark mit folgenden Bestandteilen in den Ortsteilen: - Helbersdorfer Teil des Stadtparks im Bereich Gluckstraße, Heinrich-Sturm-Weg, Scheffelstraße, Helbersdorfer Straße und Südring: ausgedehnte, weitgehend original erhaltene Parkanlage entlang der Chemnitz, südliche Fortsetzung des historischen Kernstückes des Stadtparks im Ortsteil Kapellenberg auf dem Gebiet der Gemarkung Helbersdorf, landschaftsgestaltend und städtebaulich von Bedeutung - Kapellenberger Teil des Stadtparks im Bereich Beckerstraße, Gluckstraße, Hüttenberg, Kapellenberg und Parkstraße mit ehemaligem Vogelschen Park: ausgedehnte, weitgehend original erhaltene Parkanlage entlang der Chemnitz, umfasst das Kernstück des historischen Stadtparks an der Park- und Beckerstraße sowie den sogenannten „Rosengarten“ an der Gluckstraße und den Anfang der 1950er Jahre dem Stadtpark zugeschlagenen ehemaligen Vogelschen Park zwischen Beckerstraße und Kapellenberg, landschaftsgestaltend und städtebaulich von Bedeutung - Markersdorfer Teil des Stadtparks im Bereich Eisenweg, Südring, Wasserstraße und Markersdorfer Straße: naturnah gestaltete Erweiterung des Parkgeländes auf dem Gebiet der 1919 nach Chemnitz eingemeindeten Ortslage Markersdorf, Fortsetzung der öffentlichen Grünfläche in Helbersdorf mit einem aus den natürlichen Höhenunterschieden abgeleiteten Wegesystem und altem Baumbestand, städtebaulich und landschaftsgestaltend von Bedeutung sowie den Einzeldenkmalen: - Transformatorenhäuschen (siehe 09203674, Heinrich-Sturm-Weg) - Gedenkstein, sogenannter Torell-Stein (siehe 09202175, Heinrich-Sturm-Weg) Der gesamte Stadtpark ist Gartendenkmal. Er ist eine in mehreren Zeitabschnitten entstandene Anlage entlang des Chemnitzflusses, städtebaulich, gartenkünstlerisch und landschaftsgestaltend von Bedeutung. | 09302644 |
|                                         | Fabrik (ehemalige Möbelstoffweberei Gebrüder Goeritz) | Beckerstraße 13 (Karte) | Bezeichnet mit 1904 | Großer, winkelförmiger Industriebau, städtebaulich bedeutsame Lage direkt an der Chemnitz, qualitätvolle Fassadengliederung (Klinkerfassade), baugeschichtlich von Bedeutung | 09203411 |
| Weitere Bilder                          | Fabrik (ehemalige Tafelgerätefabrik Oscar Sonnenschein) | Beckerstraße 15 (Karte) | Um 1900 | Original erhaltene Fabrikanlage, städtebaulich wirksam am Chemnitzfluss gelegen im Ensemble mit zwei benachbarten Fabrikanlagen, differenzierte und qualitätvolle Fassadengliederung (Klinkerfassade), baugeschichtlich von Bedeutung | 09203410 |
|                                         | Fabrik (ehemals Mannesmann Rexroth AG Werk VI-Hydras) | Beckerstraße 21 (Karte) | Ende 19. Jahrhundert | Schlichtes, aber original erhaltenes gründerzeitliches Gebäude, direkt an der Chemnitz gelegen und somit von der Annaberger Straße aus städtebaulich besonders wirksam im Ensemble mit den zwei benachbarten Fabrikgebäuden, baugeschichtlich von Bedeutung | 09203408 |
|                                         | Fabrikantenvilla mit Einfriedung und Vorgarten (Nebenanlagen) | Beckerstraße 22 (Karte) | 1881 | Weitgehend originaler gründerzeitlicher Villenbau, ehemals direkt im Zusammenhang mit rückwärtiger Fabrik stehend, baugeschichtlich von Bedeutung | 09203407 |
| Weitere Bilder                          | Fabrikgebäude (heute Wohnhaus, drei Hausnummern: Nr. 26, 28, 28a) mit benachbarter Fabrikantenvilla (Nr. 24) und Gartenhaus (Nr. 26d) sowie Einfriedung (ehemalige Baumwollfärberei Gebrüder Lohse)                                                                                              | Beckerstraße 24, 26, 26d, 28, 28a (Karte) | 1881 (Nr. 24) | Qualitätvoller Klinkerfabrikbau mit originalen Baudetails, Fabrikantenvilla in unmittelbarer Nachbarschaft im Originalzustand, Anlage dokumentiert die um die Jahrhundertwende übliche enge Verknüpfung von Fabrik und Wohnen, baugeschichtlich von Bedeutung | 09203406 |
| Weitere Bilder                          | Schmuckplatz | Goetheplatz (Karte) | 1888, später überformt | Ovale Platzanlage mit Rundweg und Querweg sowie wertvollem Gehölzbestand, städtebaulich und gartenkünstlerisch von Bedeutung | 09203405 |
| Weitere Bilder                          | Fabrik (ehemalige Strumpfwarenfabrik Moritz Samuel Esche) | Goethestraße 5 (Karte) | 1886–1887 | Besonders aufwendig gestalteter, im Stadtbild wirksamer Industriebau mit markantem, turmartigem Abschluss, gründerzeitliche Klinkerfassade, siehe auch Erweiterungsbauten Am Walkgraben 29/31, baugeschichtlich von Bedeutung | 09203380 |
| Weitere Bilder                          | Schulkomplex, bestehend aus dem Schulbau, der Turnhalle, dem Kinderhort, den beiden Verbinderbauten zwischen Schulgebäude und Turnhalle bzw. Kinderhort sowie der Freifläche um die Schule mit Plastik eines Pioniers vor dem Eingang (Valentina-Tereschkowa-Grundschule)                        | Haydnstraße 21 (Karte) | 1960er Jahre | Typenbau im Stil der Nachkriegsmoderne, Gebäudekomplex mit Satteldächern in unregelmäßiger Dreiseitanordnung, bestehend aus Schulhaus, Turnhalle und Schulhort/Küche, dazwischen eingeschossige Verbinderflügel, im weitgehenden Originalzustand, markante Lage an einer Straßenkreuzung, baugeschichtlich und ortsgeschichtlich von Bedeutung | 09302846 |
|                                         | Doppelwohnhaus (mit Neefestraße 11) mit Vorgarten | Hugo-Fuchs-Straße 1 (Karte) | Um 1880 | Schlichtes, aber qualitätvoll gestaltetes, gründerzeitliches Doppelwohnhaus, siehe auch unter Neefestraße 11, baugeschichtlich von Bedeutung | 09203414 |
|                                         | Villa mit Garten und Einfriedung | Kapellenberg 1 (Karte) | 1927 | Monumentaler, traditionalistischer Baukörper mit Satteldach, Details wie Kacheln, Gitter und Putzornament im Art-déco-Stil, weitestgehend original erhalten, baugeschichtlich von Bedeutung | 09203416 |
|                                         | Villa mit Garten und Einfriedung | Kapellenberg 7 (Karte) | 1. Hälfte 1920er Jahre | Schlichter, aber anspruchsvoll gestalteter, traditionalistischer Bau in beherrschender Lage, Verdacht auf reichen Innenbefund, originaler Zustand des Außenbaus, ebenfalls schlichter terrassierter Villengarten mit Wasserbecken, ortsgeschichtliche, baugeschichtliche und gartengeschichtliche sowie künstlerische Bedeutung | 09203417 |
| Weitere Bilder                          | Villa, Villengarten mit Terrassierung, Wegeinfassungen, ehemaligem Wasserbassin und Einfriedung (entlang des Kapellenberg) | Kapellenberg 20 (Karte) | 1926 | Bemerkenswerter Bau im Stil zwischen Moderne und Traditionalismus der 1920er Jahre, das wichtigste Bauwerk des Architekten Hermann Heuss, Professor an der Gewerbe-Akademie Chemnitz und Bruder des Politikers und ersten Bundespräsidenten Theodor Heuss, baugeschichtlich, künstlerisch, kunstgeschichtlich, ortsgeschichtlich, gartenhistorisch und wissenschaftlich von Bedeutung | 09302845 |
| Weitere Bilder                          | Schornstein einer Fabrik | Martha-Schrag-Straße (Karte) | Um 1890 | Achteckiger Schornstein auf quadratischem Sockel, auf Grund seines Alters besonders wertvolles industrielles Merkzeichen im Industriegebiet an der Zwickauer Straße | 09203385 |
|                                         | Mietshaus in halboffener Bebauung mit Vorgarten und Einfriedungsmauer | Mozartstraße 12 (Karte) | 1911 | Qualitätvoll gegliederter, spätgründerzeitlicher Klinker-/Putzbau mit zwei markanten Altanen, originaler Erhaltungszustand, baugeschichtlich von Bedeutung | 09203403 |
|                                         | Mietshaus in geschlossener Bebauung mit Vorgarten und Einfriedungsmauer | Mozartstraße 14 (Karte) | 1911 | Qualitätvoll gegliederter Mietsbau, im Reformstil der Zeit um 1910, städtebaulich und baugeschichtlich von Bedeutung | 09302844 |
|                                         | Mietshaus in geschlossener Bebauung mit Vorgarten und Einfriedungsmauer | Mozartstraße 16 (Karte) | Bezeichnet mit 1908 | Aufwendig dekorierter Klinkerbau mit Jugendstilornamentik, originale, reiche Treppenhausgestaltung, baugeschichtlich von Bedeutung | 09203402 |
| Weitere Bilder                          | Wohnhaus in offener Bebauung sowie jüngerer Einmannbunker im Garten | Neefestraße 3 (Karte) | 1871 (Wohnhaus); um 1940 (Bunker) | Putzbau mit für Chemnitz ungewöhnlicher Fassadengestaltung und bemerkenswerter Treppenhausgestaltung, baugeschichtlich von Bedeutung | 09203393 |
|                                         | Doppelwohnhaus (mit Hugo-Fuchs-Straße 1) in Ecklage, mit Vorgarten | Neefestraße 11 (Karte) | Um 1880 | Schlichtes, aber qualitätvoll gestaltetes, gründerzeitliches Doppelwohnhaus, siehe auch unter Hugo-Fuchs-Straße 1, baugeschichtlich von Bedeutung | 09203399 |
|                                         | Mietshaus in geschlossener Bebauung konzipiert, mit Vorgarten | Neefestraße 16 (Karte) | 1872 | Einfacher, aber qualitätvoller Mietsbau, außen und innen weitestgehend original, wichtig als Zeuge der frühesten Wohnbebauung auf dem Kapellenberg, baugeschichtlich von Bedeutung | 09203390 |
|                                         | Mietshaus in geschlossener Bebauung konzipiert, mit Vorgarten | Neefestraße 20 (Karte) | 1868 | Schlichter, aber qualitätvoller Mietsbau, weitestgehend original, wichtig als Zeuge der frühesten Wohnbebauung auf dem Kapellenberg, baugeschichtlich von Bedeutung | 09203391 |
|                                         | Mietshaus in halboffener Bebauung mit Vorgarten | Neefestraße 22 (Karte) | 1867 | Schlichter, aber weitestgehend originaler Bau aus der Zeit um 1870 mit dem damals typischen, in Teilen gewölbten Treppenhaus mit Säule, Teil eines Ensembles von sieben Gebäuden aus dieser Zeit, baugeschichtlich von Bedeutung | 09203398 |
|                                         | Villa mit Garten und Nebengebäude sowie Einfriedung | Neefestraße 23 (Karte) | 1874 | Repräsentatives Villengebäude mit aufwendigen Baudetails, originaler Erhaltungszustand, baugeschichtlich von Bedeutung | 09203400 |
| Weitere Bilder                          | Mietshaus in halboffener Bebauung mit Vorgarten | Neefestraße 24 (Karte) | 1868 | Außergewöhnlich reich gestalteter Mietshausbau der Jahre um 1870, Teil eines Ensembles von sieben Gebäuden aus dieser Zeit, schönes, nicht verändertes Treppenhaus mit Porphyr-Rundsäulen und Wölbungen, baugeschichtlich von Bedeutung | 09203397 |
| Weitere Bilder                          | Mietshaus in geschlossener Bebauung mit Vorgarten | Neefestraße 26 (Karte) | 1869 | Für Chemnitz außergewöhnliche Putzfassade mit aufwendigen Steinreliefs und Gesims, Teil eines Ensembles von sieben Gebäuden aus der Zeit um 1870/80, baugeschichtlich von Bedeutung | 09203396 |
| Weitere Bilder                          | Mietshaus in geschlossener Bebauung mit Vorgarten | Neefestraße 28 (Karte) | 1870 | Für Chemnitz außergewöhnliche Fassade, reich an steinernen Reliefs, zugehörig zu geschlossen erhaltenem Ensemble von sieben Gebäuden aus der Zeit um 1870/80, baugeschichtlich von Bedeutung | 09203395 |
| Weitere Bilder                          | Mietshaus in halboffener Bebauung mit Vorgarten | Neefestraße 30 (Karte) | 1870 | Bemerkenswerte, anspruchsvoll gestaltete Fassade, Teil des noch geschlossen erhaltenen Ensembles von sieben Gebäuden aus der Zeit um 1870/80 an der Neefestraße, originaler Erhaltungszustand, baugeschichtlich von Bedeutung | 09203394 |
| Direkt Bild zu diesem Denkmal hochladen | Mietshaus in geschlossener Bebauung mit Vorgarten | Neefestraße 55 (Karte) | 1910 | Mietshausbau mit originaler symmetrischer Fassadengliederung und erhaltener Innenausstattung, baugeschichtlich und stadtentwicklungsgeschichtlich von Bedeutung. Typisches Gebäude der Stadterweiterung um 1910 mit symmetrischer Fassade. Viergeschossiger Bau mit Klinkermauerwerk im Erdgeschoss, mittige Haustür mit originalem Türblatt, die drei Obergeschosse verputzt, rhythmisierende Fassadengestaltung durch Lisenengliederung und gekoppelte Fenster mit gerader und geschweifter Bedachung, original gesprosste Fenster in allen Etagen, Satteldach mit authentischen Dachhäuschen, im Inneren original erhaltenes Treppenhaus mit schmiedeeisernem Geländer, Terrazzoböden und aufwendig gearbeiteten Wohnungseingans- und Zimmertüren, Flurfenster teils mit Ätzglasscheiben, baugeschichtlich und stadtentwicklungsgeschichtlich von Bedeutung. | 09306790 |
| Weitere Bilder                          | Mietshaus mit Vorgarten in geschlossener Bebauung | Neefestraße 69 (Karte) | 1905 | Monumentaler, qualitätvoller Mietshausbau in weitestgehend originalem Zustand, baugeschichtlich von Bedeutung | 09203401 |
| Weitere Bilder                          | Doppelwohnhaus mit Garten und Einfriedung | Parkstraße 9, 9a (Karte) | Bezeichnet mit 1928 | Ausgesprochen qualitätvoller, modern anmutender Baukörper, Kubus nach oben konvex auskragend, Fassade streng gegliedert durch umlaufendes Fenster- und Backsteinband, originaler Erhaltungszustand aller Details, Inneres vor allem in der rechten Haushälfte mit wertvoller Originalausstattung, Architekt: Alwin Marquardt, baugeschichtlich von Bedeutung | 09203377 |
|                                         | Villa mit Garten und Einfriedung | Parkstraße 26 (Karte) | Um 1905 | Monumentales gründerzeitliches Villengebäude mit originalen Baudetails, baugeschichtlich von Bedeutung | 09203376 |
| Weitere Bilder                          | Villa und Vorgarten | Parkstraße 32 (Karte) | 1888 | Markanter gründerzeitlicher Klinkerbau mit straßenbildprägendem achteckigem Turm, dieser bekrönt von welscher Haube mit Spitze, Bau ist original erhalten, baugeschichtlich von Bedeutung | 09203378 |
| Weitere Bilder                          | Villa mit Garten und Einfriedung | Parkstraße 38 (Karte) | Um 1925 | Anspruchsvoll gestalteter Villenbau, markante Putzgliederung mit expressionistischen Formanklängen, plastischer Schmuck am Außenbau, farbige Glasfenster mit Wappenmotiven, baugeschichtlich von Bedeutung | 09203373 |
|                                         | Villa mit Garten und Einfriedung | Parkstraße 44 (Karte) | 1909 | Repräsentative Villa mit barockisierenden Formelementen, straßenbildprägender Runderker, welcher in einem Turm mit kuppelähnlichem Abschluss endet, baugeschichtlich von Bedeutung | 09203375 |
| Weitere Bilder                          | Bahnhof Chemnitz-Mitte, ehemals Nikolai-Bahnhof: Empfangsgebäude, Bahnsteigüberdachung des Bahnhofs, gemauerter Bahndamm und zwei Eisenbahnbrücken über die Stollberger Straße (km 82,760) und über die Reichsstraße (km 82,810) an der Neefestraße (Einzeldenkmale der Sachgesamtheit 09306647) | Reichsstraße 1 (Karte) | 1904 (Brücken); 1906 (Empfangsgebäude und Bahnsteig); Anfang 20. Jahrhundert (Eisenbahndamm)                                            | Einzeldenkmale der Sachgesamtheit Eisenbahnbogen Chemnitz; städtebaulich bedeutendes, anspruchsvoll gestaltetes Bahnhofsgebäude mit Jugendstil-Detailformen, noch im Original erhaltene Stahlträgerbrücken nahe dem Bahnhof Mitte der Bahnstrecke Dresden–Werdau (6258, sä. DW) zeugen vom Umbau der Chemnitzer Eisenbahnanlagen nach der Jahrhundertwende, von technikgeschichtlicher Bedeutung, an der Neefestraße ehemals Ladeneinbauten in den gemauerten Bögen des Viadukts, baugeschichtlich von Bedeutung | 09203388 |
|                                         | Remisengebäude eines ehemaligen Villengrundstücks | Stollberger Straße 32 (Karte) | Um 1890 | Sehr aufwendig und qualitätvoll gestalteter gründerzeitlicher Bau, Zusammenhang mit Villa nach Kriegszerstörung nicht mehr gegeben, Fassadengliederung ist original erhalten, baugeschichtlich von Bedeutung | 09203413 |
|                                         | Parkhaus und Motelgebäude (Stern-Garagenhof) | Zwickauer Straße 77 (Karte) | 1928 (Parkhaus); 1928, im Kern älter (Motel)                                                                                            | Hochgarage ein herausragendes Zeugnis der Verkehrsgeschichte und architekturhistorisch wertvolles Gebäude in der Formensprache der Moderne, knappe, funktionsgerechte Gestaltung durch eckumgreifende Sohlgesimse am Fahrstuhlturm, einschließlich großer Teile der Fahrstuhltechnik erhalten, baugeschichtlich von Bedeutung | 09203372 |
| Weitere Bilder                          | Ehemalige Gießerei und Werkzeugmaschinenfabrik mit Gießereihalle, Putzereihalle, Werkstattgebäuden und Maschinenhaus (Industriemuseum Chemnitz (IMC); ehemals VEB Gießerei „Rudolf Harlaß“, Werkzeugmaschinenfabrik Hermann & Alfred Escher und Eisengießerei Hugo Schreiter)                    | Zwickauer Straße 119, 121, 123, 125 (Karte) | 1899, später erweitert (Werkstattgebäude); 1907 (Gießereihalle)                                                                         | Umfangreicher, industriegeschichtlich und architektonisch wertvoller Werkskomplex, eine der bedeutendsten Industrieanlagen in Chemnitz, die anspruchsvolle Fassadenarchitektur ist im Stadtbild überaus wirksam, Stahlkonstruktion der vierschiffigen Gießereihalle unverändert erhalten, Maschinenhaus mit bemerkenswerter Innengestaltung, u. a. durch Wandmalereien mit Darstellungen aus dem Gießereialltag, die der Chemnitzer Malerin Martha Schrag zugeschrieben werden | 09203371 |

## Ehemalige Denkmäler
| Bild                                    | Bezeichnung              | Lage                                                 | Datierung | Beschreibung                                                                | ID |
| --------------------------------------- | ------------------------ | ---------------------------------------------------- | --------- | --------------------------------------------------------------------------- | -- |
| Direkt Bild zu diesem Denkmal hochladen | Mietshaus                | Alfredstraße 3 (heute Martha-Schrag-Straße) (Karte)  |           | Abgerissen zwischen 2003 und 2006, Streichung aus der Denkmalliste vor 2010 |    |
| Direkt Bild zu diesem Denkmal hochladen | Mietshaus                | Alfredstraße 5 (heute Martha-Schrag-Straße) (Karte)  |           | Abgerissen zwischen 2003 und 2006, Streichung aus der Denkmalliste vor 2010 |    |
| Direkt Bild zu diesem Denkmal hochladen | Mietshaus und Hinterhaus | Alfredstraße 7 (heute Martha-Schrag-Straße) (Karte)  |           | Abgerissen zwischen 2003 und 2006, Streichung aus der Denkmalliste vor 2010 |    |
| Direkt Bild zu diesem Denkmal hochladen | Mietshaus                | Alfredstraße 9 (heute Martha-Schrag-Straße) (Karte)  |           | Abgerissen zwischen 2003 und 2006, Streichung aus der Denkmalliste vor 2010 |    |
| Direkt Bild zu diesem Denkmal hochladen | Mietshaus                | Alfredstraße 11 (heute Martha-Schrag-Straße) (Karte) |           | Abgerissen zwischen 2003 und 2006, Streichung aus der Denkmalliste vor 2010 |    |
| Direkt Bild zu diesem Denkmal hochladen | Eisenbahnbrücke          | Goethestraße (Karte)                                 | Um 1905   | Durch Neubau ersetzt, Streichung aus der Denkmalliste vor 2010              |    |

## Tabellenlegende
- Bild: Bild des Kulturdenkmals, ggf. zusätzlich mit einem Link zu weiteren Fotos des Kulturdenkmals im Medienarchiv Wikimedia Commons. Wenn man auf das Kamerasymbol klickt, können Fotos zu Kulturdenkmalen aus dieser Liste hochgeladen werden:
- Bezeichnung: Denkmalgeschützte Objekte und ggf. Bauwerksname des Kulturdenkmals
- Lage: Straßenname und Hausnummer oder Flurstücknummer des Kulturdenkmals. Die Grundsortierung der Liste erfolgt nach dieser Adresse. Der Link (Karte) führt zu verschiedenen Kartendiensten mit der Position des Kulturdenkmals. Fehlt dieser Link, wurden die Koordinaten noch nicht eingetragen. Sind diese bekannt, können sie über ein Tool mit einer Kartenansicht einfach nachgetragen werden. In dieser Kartenansicht sind Kulturdenkmale ohne Koordinaten mit einem roten bzw. orangen Marker dargestellt und können durch Verschieben auf die richtige Position in der Karte mit Koordinaten versehen werden. Kulturdenkmale ohne Bild sind an einem blauen bzw. roten Marker erkennbar.
- Datierung: Baubeginn, Fertigstellung, Datum der Erstnennung oder grobe zeitliche Einordnung entsprechend des Eintrags in der sächsischen Denkmaldatenbank
- Beschreibung: Kurzcharakteristik des Kulturdenkmals entsprechend des Eintrags in der sächsischen Denkmaldatenbank, ggf. ergänzt durch die dort nur selten veröffentlichten Erfassungstexte oder zusätzliche Informationen
- ID: Vom Landesamt für Denkmalpflege Sachsen vergebene, das Kulturdenkmal eindeutig identifizierende Objekt-Nummer. Der Link führt zum PDF-Denkmaldokument des Landesamtes für Denkmalpflege Sachsen. Bei ehemaligen Kulturdenkmalen können die Objektnummern unbekannt sein und deshalb fehlen bzw. die Links von aus der Datenbank entfernten Objektnummern ins Leere führen. Ein ggf. vorhandenes Icon  führt zu den Angaben des Kulturdenkmals bei Wikidata.